# Scottish fold & Highland Fold
Le Scottish Fold et le Highland Fold sont deux races de chats originaires d'Écosse, qui se caractérisent par des oreilles repliées vers l'avant (fold signifiant « pli » en anglais).
Le nom de Highland Fold est donné à la variété à poils mi-longs tandis que la variété à poils courts est appelée Scottish Fold.

## Origines
Le premier specimen connu de chat aux oreilles pliées est Susie, une chatte vivant dans une ferme au nord de Dundee en Écosse. Elle est découverte en 1961 par William et Mary Ross. Le couple fait l'acquisition un peu plus tard de Snook, un chaton femelle de Susie portant également des oreilles repliées. Snook est croisée avec un chat de gouttière red tabby et donne naissance à des chatons aux oreilles pliées qui sont enregistrés en 1966 au Governing Council of the Cat Fancy (GCCF) par les Ross, aidés par le généticien Pat Turner.

## Reconnaissance officielle
Malgré les conclusions du généticien Peter Dyle décrivant des recommandations d'élevage pour élever des chats sains et sans problèmes de santé, le Governing Council of the Cat Fancy (GCCF) supposa en 1971 que les oreilles repliées pouvaient engendrer des problèmes de surdité, et décida de ne plus reconnaître le Scottish Fold au Royaume-Uni[réf. nécessaire]. Certains chats Folds se sont en effet avérés sourds, mais il a été conclu par la suite que cette surdité était engendrée par le gène Blanc, et non le gène Fold. Le gène Blanc est en effet réputé pour augmenter les risques de surdité quand il est homozygote. Mary Ross fit alors envoyer ses chats aux États-Unis où des éleveurs locaux prirent le relais, la mine ronde des Scottish Folds leur apportant beaucoup de succès en Amérique. Les Scottish Folds furent reconnus par l'American Cat Association en 1973, et par l'ACFA et le CFA en 1974. La TICA fut la première à reconnaître les Highland Folds en 1988.
Ils croisèrent un des chatons de Snook avec un British Shorthair pour garder une morphologie bréviligne, et donnèrent naissance à la race des scottish folds[réf. nécessaire]. Dès les premières portées de Susie, des chats à poils longs apparurent, et prirent le nom de Highland Folds. En France, au début des années 90 les premiers highlands folds sont nés à Perpignan chez Michel Bigas, Fondateur du Club Européen du scottish fold et de l'Highland Fold[réf. nécessaire].

## Standards
Le Scottish Fold est un chat de taille moyenne à grande, dont le corps est large, musclé et massif mais tout en rondeur. Les pattes, de taille moyenne à courte, sont robustes et musclées, au bout les pieds sont ronds. La queue est moyennement longue et plus épaisse à la base avec un bout arrondi.
La tête est large et très arrondie. Elle dégage une expression de douceur, accentuée par le fait que la courbure de la bouche peut donner l'impression d'un sourire permanent. Les yeux sont ronds et dans une couleur assortie à la robe, le nez est court et large, ce qui fait comparer la tête du Scottish Fold à une « tête de chouette ».
La caractéristique principale du Scottish Fold est la forme repliée de ses oreilles. Il existe plusieurs degrés de pliure : 
- le single fold (anciennement loose fold) possède des oreilles qui se replient à partir du milieu.

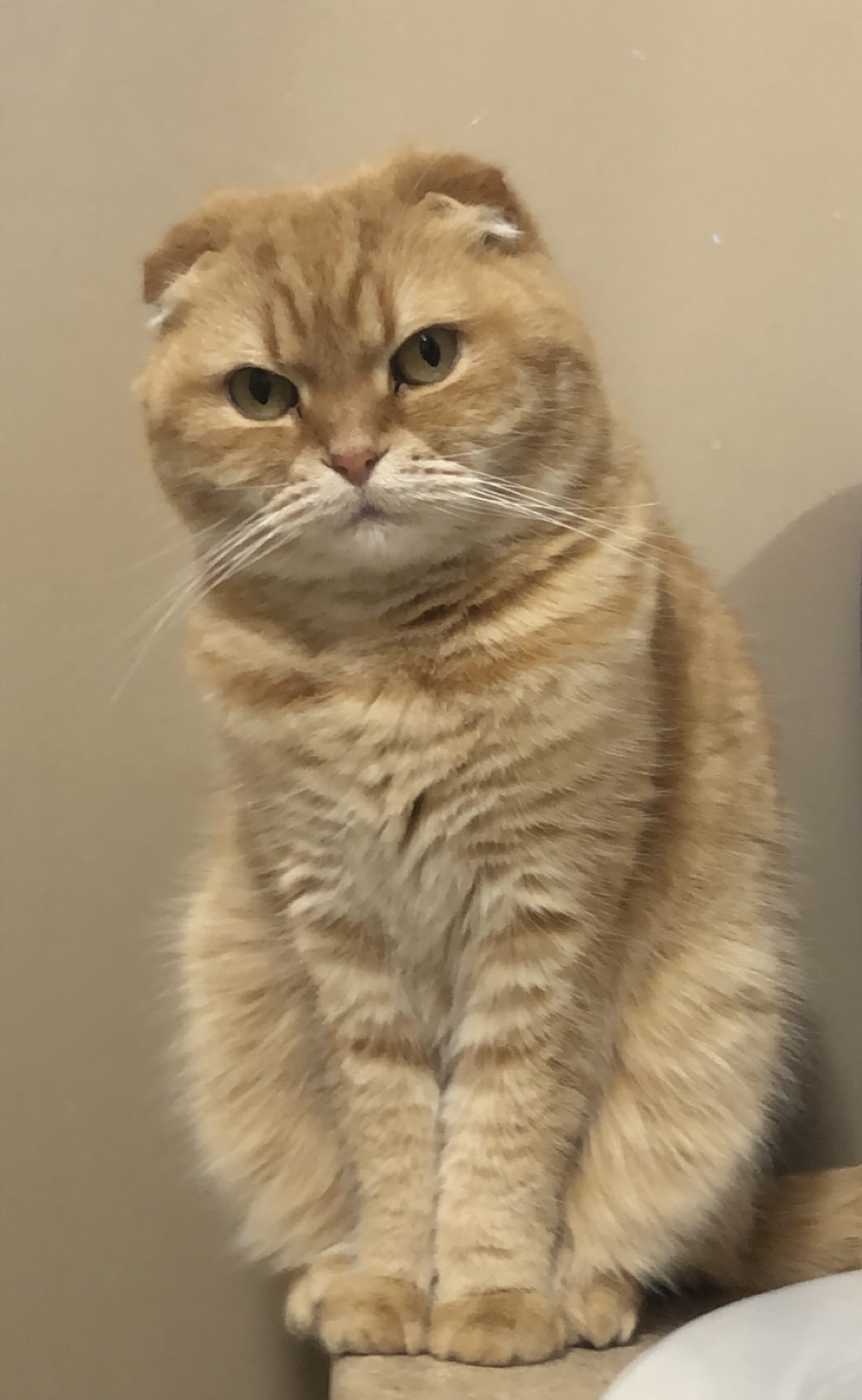
Chat femelle Scottish Fold roux.

- Chat femelle Scottish Fold roux.la double pliure, plus apprécié en concours, a les oreilles complètement aplaties sur la tête.

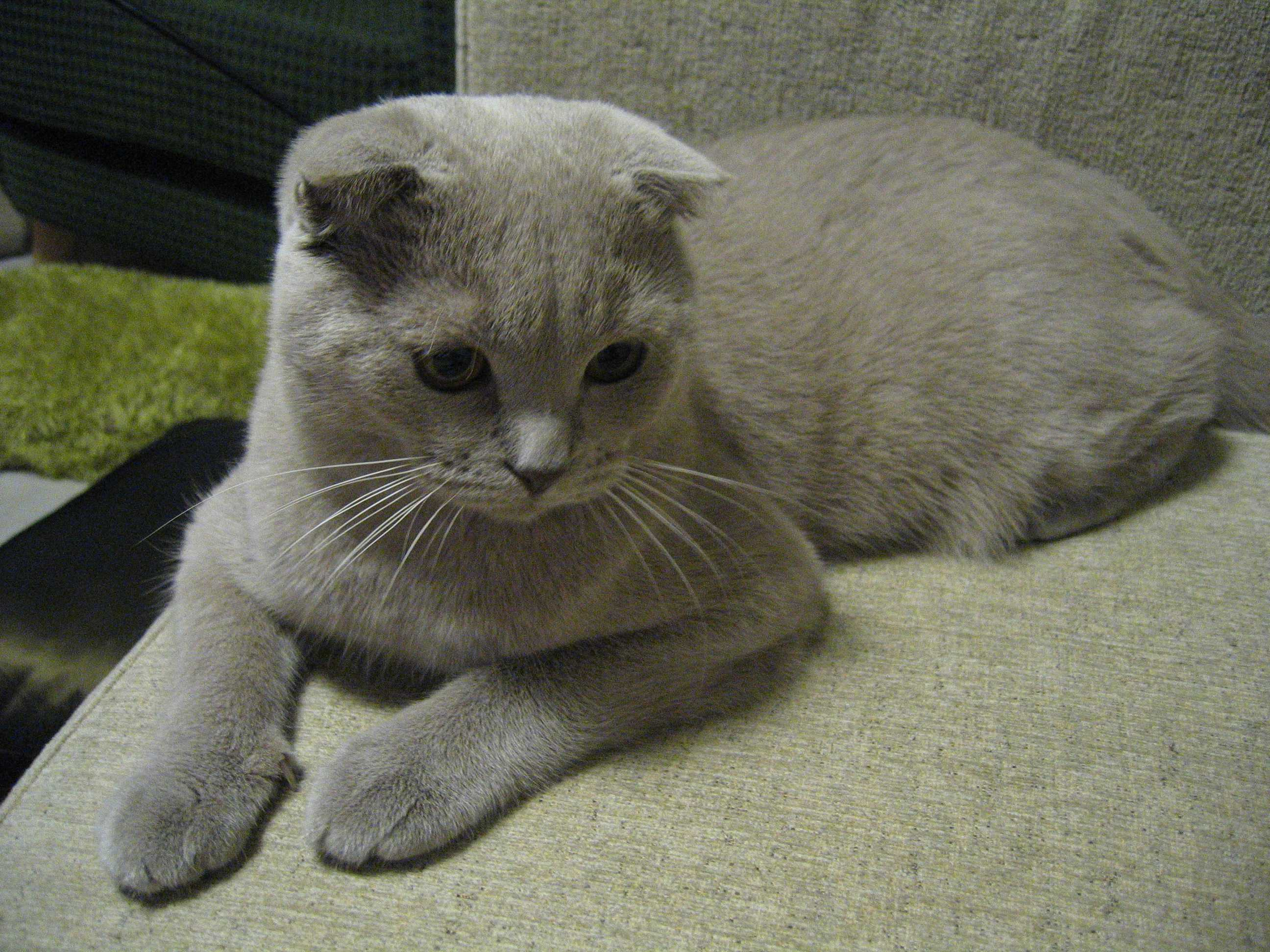
Les oreilles du single fold sont moins repliées.
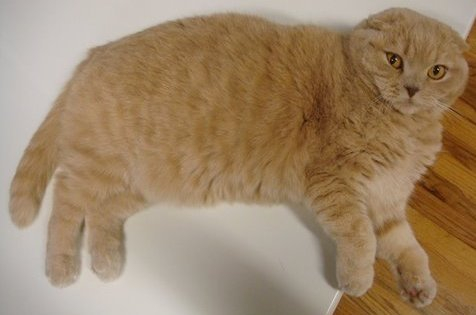
La double pliure.

La fourrure est dense avec un sous-poil épais, courte chez le Scottish Fold et mi-longue chez le Highland Fold. Toutes les couleurs sont acceptées, le bicolore étant très populaire aux États-Unis[réf. nécessaire].
Les croisements autorisent en France de marier Scottish Fold et Highland Fold avec des British Shorthair et Longhair.

## Génétique

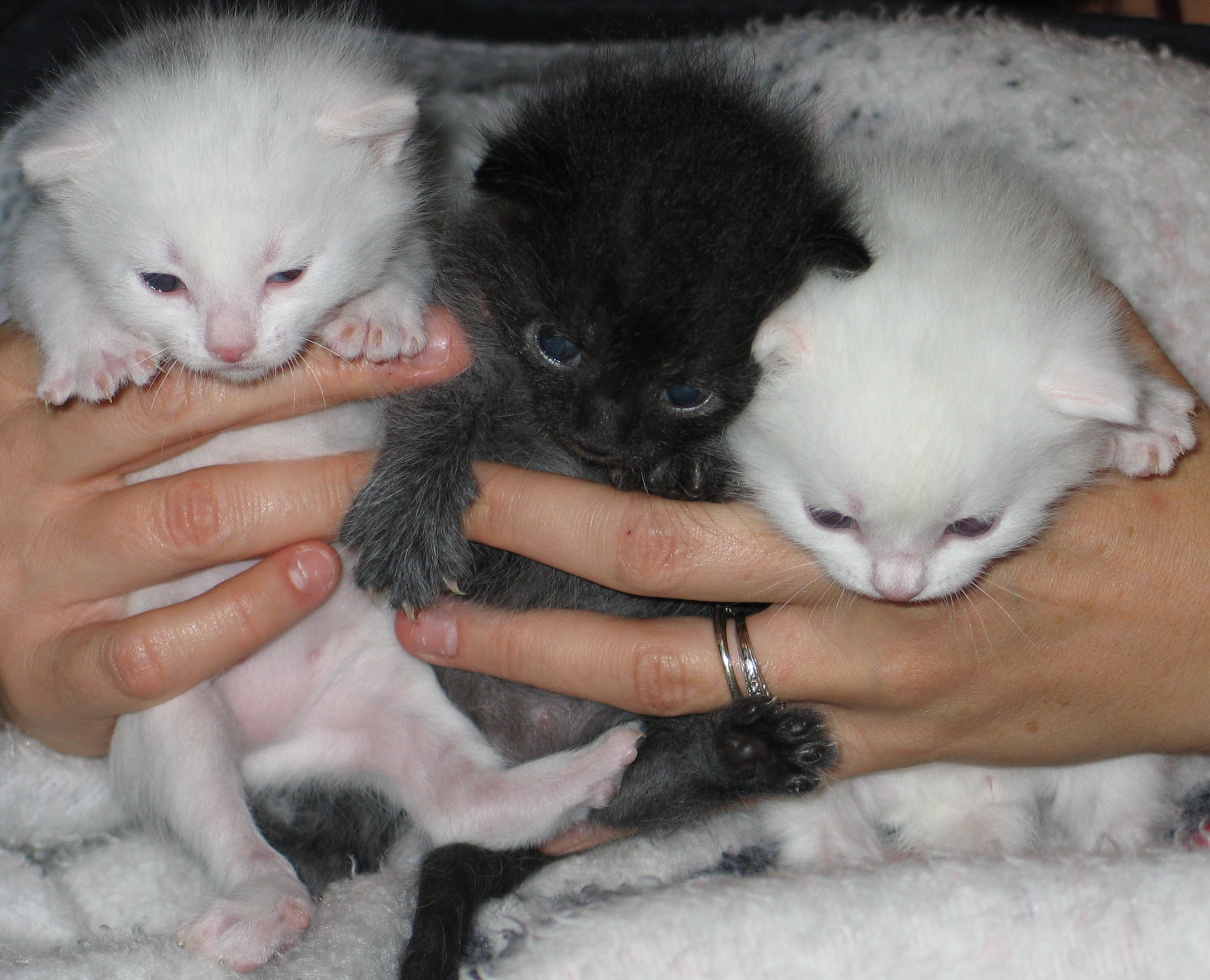
Les chatons naissent généralement avec les oreilles droites, celles-ci se replient au bout de quelques semaines.

Il est établi depuis les années 1960 que le gène mutant responsable des oreilles repliées est dominant.
Si les oreilles repliées n'engendrent pas de problèmes de surdité, on sait en revanche que le gène responsable des oreilles repliées est également responsable d'une pathologie incurable et s'exprimant à différents degrés selon l'individu. Cette pathologie nommé "ostéochondrodysplasie" entraîne une malformation des articulations de la queue et des pattes pouvant mener à une paralysie de ces dernières. Pour cette raison, il est interdit dans de nombreux pays de croiser des scottish folds entre eux, et on préfère les accoupler avec des races proches : le british shorthair ou le Scottish Straight (son équivalent direct, les oreilles pliées en moins) en Europe et l'American Shorthair aux États-Unis.

## Santé
Le gène causant la pliure de l’oreille du scottish fold est nommé le gène Fold (Fd). Il provoque le développement d’une maladie constitutionnelle des os et des cartilages appelée ostéochondrodysplasie. Pendant longtemps, on a pensé que seuls les chats homozygotes (Fd/Fd) étaient atteint par l'ostéochondrodysplasie ce qui a mené à l'interdiction de croiser 2 Scottish Folds ensemble,. De nombreuses études récentes ont montré que les hétérozygotes (ayant la pliure des oreilles) développaient également cette pathologie mais à divers degrés dû au mode d'expression du gène que l'on qualifie d'autosomal dominant à pénétrance incomplète. 
L’ostéochondrodysplasie conduit à une arthrose invalidante et extrêmement douloureuse, affectant les Scottish Folds à un âge bien plus jeune que les autres races de chats. Les premiers symptômes peuvent apparaître dès l’âge de sept semaines.
Les chats affectés peuvent être énormément déformés, avec de courts et larges membres, ainsi qu’avec une courte queue raide. Ils présentent une claudication, des articulations du carpe et du tarse enflées, une démarche anormale et sont réticents à bouger et sauter. Les individus sévèrement affectés deviennent paralysés et incapables de marcher. Beaucoup de chats affectés sont euthanasiés en raison des profonds effets de la maladie.
En 2003, Lorraine Shelton, une spécialiste des maladies génétiques, a proposé de payer 300 radiographies de scottish folds sains pour prouver que la maladie n’est pas présente chez certains chats hétérozygotes. Pas un seul éleveur n’a accepté cette offre,[réf. nécessaire].
En 2008, le Journal of Small Animal practice a publié un article sur les maladies et troubles associés à certaines races de chats. Dans cet article, l’auteur mentionne le Scottish Fold, dont la mutation génétique causant la pliure des oreilles a pour conséquence l'apparition à des degrés plus ou moins graves de particularités osseuses et articulaires. L'auteur s'insurge sur le fait que bien que deux fédérations d'élevage aient refusé de reconnaître cette race (la FIFé et la GCCF), le Scottish Fold soit toujours élevé pour devenir un animal de compagnie, certes mignon, mais probablement condamné à souffrir de l'arthrite à plus ou moins long terme.

## Interdictions
Pour des raisons de bien-être animal, l'élevage, la détention et la commercialisation de ces deux races sont interdits en Belgique dans la région de Bruxelles-Capitale depuis 2018 et en Flandre depuis le 1er janvier 2021.
Les Pays-Bas ont adopté un décret interdisant l'élevage et la vente de chats de race Scottish fold, en raison des problèmes de santé et de bien-être liés aux os et aux cartilages, cette règle entrera en vigueur en 2026.

## Caractère
Les traits de caractère ne sont pas décrits dans les standards et constituent des tempéraments généralement observés chez la race.
Le scottish fold posséderait un tempérament calme et plutôt silencieux, mais il serait toutefois très joueur et apprécierait beaucoup de pouvoir jouer avec son propriétaire. On dit aussi qu'il aime également la compagnie de ses semblables.
Au Canada, le Scottish fold est la 7e race de chat la plus populaire entre 2016 et 2019, selon l’AFC.

## Culture populaire
- Maru (chat)

### Sources
- (en) Danièlle Gunn-Moore, Claire Bessant, Richard Malik, « Breed-related disorders of cats », Journal of Small Animal practice,‎ 12 mars 2008 (DOI 10.1111/j.1748-5827.2008.00572.x, lire en ligne, consulté le 6 octobre 2013)
- (en) « Genetic welfare problems of companion animals - Osteochondrodysplasia », sur ufaw.org.uk, Universities Federation for Animal Welfare (UFAW) (consulté le 6 octobre 2013)